# 明日傳奇
《明日传奇》（英語：Legends of Tomorrow），或稱为《DC明日传奇》（英語：DC's Legends of Tomorrow），是美国一部超级英雄题材的电视剧。本剧由葛瑞格·貝蘭提、马克·古根海姆、安德鲁·克里伊斯贝格和菲尔·克默根据DC漫画的角色人物发展创作；同时由他们四人与萨拉·施赫特（Sarah Schechter）和克里斯·菲达克出任本剧的执行制片人；并且菲尔·克默和克里斯·菲达克还是本剧的剧本统筹。《明日传奇》的部分角色来自于《绿箭侠》与《闪电侠》，并且与本劇同处于一个宇宙设定。本剧于2016年1月21日在CW电视网首播，並在第七季後被取消。

## 劇情

### 第一季
2166年，全球都被汪達爾·薩維奇（加斯帕·科倫普飾）所征服。在薩維奇殺死時間之主里普·亨特（阿瑟·達維爾飾）的妻子後，里普·亨特便請求時間之主們准許他集結一支隊伍，趕在薩維奇毀掉未來前阻止他。之後回到了2016年，里普·亨特找了火風暴、原子俠、白金絲雀、冷凍隊長等人組成團隊，登上了里普的飛船"乘波號"，穿越回到1975年去阻止薩維奇……
众人最终阻止了萨维奇称霸世界的计划。在结尾，“時俠”（Hourman）雷克斯·泰勒(Rex Taylor)则来到警告传奇们不能回到1942年。

### 第二季
由于時間之主总部摧毀，传奇们被迫担负起修复历史的使命。然而他们也担心時俠的警告，傳奇們发現Damien Darhk于1942年的时候企图发射核武炸毁纽约。
而Damien Darhk更与逆闪电及黑暗箭手等组成“末日軍團”(Legion of Doom)。逆闪电組成末日軍團的目的就是要防止神速力怪物的追捕。为此，逆闪电想要得到命運之矛來改变现实。而传奇则必须阻止逆闪电得到命运之矛。最终传奇团队得到了命运之矛，却因为Mick Rory的背叛而功亏一篑。
被改变现实的传奇团队重返1916年索姆河战役的一战战场阻止事件发生。最终虽然消灭了逆闪电，但由于与过去自己的重遇，导致时间大震荡。在結尾，在傳奇返回2017年的时候，意外坠落该年的洛杉矶发现不应出现的伦敦大笨钟及白垩纪恐龙等。

### 第三季
在2017年洛杉矶看到时间大乱的传奇团队，最后发现原来已经离开的Rip Hunter成立了时间管理局替代時間之主。原来在他离开后发觉他们打乱了时间，于是就成立了时间管理局来解决事件。在2017年，时间管理局规模已经十分宏大，Rip Hunter也宣布传奇解散。
半年后，因为凯撒大帝的突然出现，传奇再次聚集重新驾驶乘波号踏上修复时间以及历史的征途。在征途上，新加入成员来自2042年的Zari，穆斯林。并要对付更强大的敌人Mallus，一只掌控时间与空间的恶魔以及Damien Darhk。
而要对付Mallus，则要齐集贊比西六大图腾。結尾傳奇們戰勝Mallus來到阿鲁巴渡假，但康斯坦丁表示時間破壞被放出的惡魔不只是Mallus而已。

### 第四季
五個月後，傳奇解決了所有時間錯誤。但時間線外的魔法生物開始出現影響時間線，魔法顧問康斯坦丁及變形怪Charlie加入了傳奇小隊。另一方面，時間管理局為因應魔法生物的出現也開始建立防範機制，Nate為了逃避情傷也加入了時間管理局與Ava及Gary共事。
惡魔尼祿圖謀魔法生物與時間管理局的上級亨利海伍德合作。Nora也因此加入小隊合作打擊惡魔，Ray為了不讓Nate被殺死選擇讓惡魔附身。結尾雖然打敗了惡魔尼祿，但是地獄中的阿斯特拉（Astra)卻引發其他危機。另外Z也因為時間線的改變而消失。

### 第五季
地獄中的阿斯特拉（Astra)將時間線中復活的壞人們靈魂解放被稱為重生者（Encores），藉此從中獲利。Nate從乘波號發現Z曾經存在的時間版本，開始尋找她的下落。而時間管理局的解散，讓Ava加入時間小隊的運作，Gary成為康斯坦丁的學徒。
因無限地球危機事件，造成命運紡織機的碎片存在於同個宇宙。查莉的真實身份也被揭曉為命運三女神之一，而被姐妹們追殺著。小隊想要用命運紡織機復活阿斯特拉的媽媽還有B，而與命運三女神對抗。事件結束後查莉跟Z1.0離開了小隊，隊長Sara被外星人抓走。

### 第六季
Sara為逃離外星人的追捕，將太空船上的外星人釋放到時間線。同時小隊找到新成員Spooner幫忙，並起發現Gary的真實身份。小隊需要救回Sara並解決時間線的外星人事件。雖然成功解決外星人入侵地球，但是最後乘波號被另一台乘波號擊毀。

### 第七季
因為乘波號被擊毀，傳奇被迫留在過去。並尋找時間旅行之父Gwyn Davies協助眾人回到現在，同時Astra將被擊毀的乘波號創造Gideon實體。小隊發現一切源自於恢復記憶的外星人Bishop及原始Gideon的時間修正計劃，最後雖然解決事件，但Nate決定離開小隊，眾人被未來的其他時間組織逮捕。

## 登場人物
| 演員                 | 角色                                  | 備註 |
| -------------------- | ------------------------------------- | --- |
| 阿瑟·達維爾          | 里普·亨特                             | 原時間之主，在薩維奇殺死他的妻兒後，集結隊伍試圖去阻止薩維奇。第二季初失蹤並記憶重置，後來團隊將他恢復並歸隊。第三季成立時間管理局取代時間之主。在第三季末使用時空引擎傷害時間惡魔而死亡。 |
| 維克多·賈博          | 「火風暴」馬丁·斯坦因教授             | 物理學教授，回到中央市時遭遇粒子加速器爆炸事件而和利朗尼合體變成火風暴。第三季地球X危機事件死亡。                                                                                          |
| 法蘭茲・德拉梅       | 「火風暴」杰斐遜·傑克遜               | 汽車技師，利朗尼死後與斯坦因教授合體成為新的火風暴。第三季地球X危機事件後離開傳奇。 |
| 布蘭登·勞斯          | 「原子俠」雷·帕爾默                   | 科學家，億萬富豪，他發明的裝甲擁有變大縮小能力。第五季季中離開傳奇。 |
| 凱蒂·洛茨            | 「白金絲雀」莎拉·蘭斯                 | 金絲雀死後受浸於南大帕爾巴特拉撒路之池而得到重生取名白金絲雀，第二季在瑞普船長失蹤後成為船長一職。                                                                                         |
| 席亞拉·蕾妮          | 「鷹女」肯德拉·桑德斯                 | 在過往幾個世紀不斷輪迴轉世，背部長有翅膀，第一季結尾離隊。 |
| 溫特沃思·米勒        | 「冷凍隊長」史納克 / 「冷凍公民」里歐 | 有着出色智慧與個人堅持的搶劫犯，第一季末犧牲，第二季後半段末日軍團回到過去將他加入反派。第三季以地球53的分身，冷凍公民客串。                                                               |
| 多米尼克·珀塞爾      | 「熱浪」米克·羅里                     | 縱火犯，熱愛火焰，冷凍隊長的搭檔，第三季後半擁有圖騰之力。第一季曾經被時間領主改造變成克羅諾斯追殺團隊。                                                                                   |
| 尼克·贊諾            | 「鋼鐵」內特·海伍德                   | 歷史學家。第二季加入，第四季加入時間管理局。 |
| 麥茜·理查德森·塞勒斯 | 「雌狐」阿瑪亞·基維                   | 1942年美國正義協會成員，擁有圖騰之力。第二季加入，第三季末離開。 |
| 麥茜·理查德森·塞勒斯 | 「變形怪」查莉                        | 魔法生物逃亡者。第四季加入。 真實身份是命運三女神的克洛托。 |
| 塔拉·阿什            | 扎里·阿德里安娜·托馬斯                | 2042年美國穆斯林，駭客。擁有圖騰之力。第三季加入。 |
| 基南·隆斯戴爾        | 「閃電小子」華利·威斯特               | 極速者，第三季後半短暫加入。 |
| 麥特·萊恩            | 「驅魔神探」約翰·康斯坦丁             | 魔法顧問，第四季加入。 |
| 潔絲·麥卡倫          | 伊娃·夏普                             | 時間管理局特工。第三季登場，後成為局長。第五季直到時間管理局解散加入小隊。 |
| 沙揚·索比安          | 貝拉德·塔拉齊                         | Z的弟弟，時間線修正後B代替Z加入小隊。第四季末客串，第五季加入小隊運作(因時間線修正)。 |
| 奧利維亞·史旺        | Astra Logue                           | 紐卡斯爾事件驅魔失敗的受害者。因康斯坦丁關係在地獄生存。第四季客串，第五季與康斯坦丁和解後加入小隊。                                                                                       |
| 莉絲絲·查維茲        | Spooner                               | 外星人溝通者。為救回Sara，Ava找Spooner加入小隊與外星人們溝通。第六季加入。 |
| 亞當·賽克曼          | Gary Green                            | 時間管理局特工，Ava的助手。時間管理局解散後，成為康斯坦丁的學徒及傳奇小隊實習生。第六季加入小隊。                                                                                          |

## 播出发行

### 全球播映
| 国家 / 地区 | 播出平台   | 首播日期      | 备注                      |
| ----------- | ---------- | ------------- | ------------------------- |
| 美国        | CW电视网   | 2016年1月21日 |                           |
|             | Foxtel     | 2016年1月22日 | 原定于2016年1月20日首播。 |
| 臺灣        | Warner TV  |               |                           |
| 英国        | 天空第一台 | 2016年3月3日  |                           |
| 中國        | 搜狐视频   | 2016年7月28日 | 仅引进了第一季与第二季。  |

### 影碟发行
| 季 | DVD / BD 发行日期 | DVD / BD 发行日期 | DVD / BD 发行日期 | 其他信息                                                                       |
| 季 | 1 / A 区          | 2 / B 区          | 4 / C 区          | 其他信息                                                                       |
| -- | ----------------- | ----------------- | ----------------- | ------------------------------------------------------------------------------ |
| 1  | 2016年8月23日     | 2016年8月29日     | 2016年8月31日     | DVD或蓝光光碟套装内包含拍摄花絮、删除镜头、插科打诨和来自Comic-Con的精彩镜头。 |
| 2  | 2017年8月15日     | 2017年8月14日     | 2017年8月16日     | DVD或蓝光光碟套装内包含拍摄花絮、删除镜头、插科打诨和来自Comic-Con的精彩镜头。 |

## 奖项提名
| 年份   | 奖项                         | 提名类别                                    | 被提名人                                                                  | 结果 | 备注   |
| ------ | ---------------------------- | ------------------------------------------- | ------------------------------------------------------------------------- | ---- | ------ |
| 2016年 | 土星奖                       | 最佳超級英雄改編劇集                        | 《明日传奇》                                                              | 提名 | [ 13 ] |
| 2016年 | 乔伊奖 （）                  | 电视剧配角类最佳年轻男演员（6岁－10岁）     | 葛伦·戈登                                                                 | 獲獎 | [ 14 ] |
| 2016年 | 乔伊奖 （）                  | 电视剧客串角色 / 主要角色类最佳年轻男演员   | 艾登·郎沃斯                                                               | 提名 | [ 14 ] |
| 2016年 | 乔伊奖 （）                  | 电视剧客串角色 / 主要角色类最佳年轻男演员   | 科里·格鲁特-安德鲁                                                        | 提名 | [ 14 ] |
| 2016年 | 乔伊奖 （）                  | 电视剧客串角色 / 主要角色类最佳年轻男演员   | 米切尔·库梅                                                               | 獲獎 | [ 14 ] |
| 2016年 | 乔伊奖 （）                  | 电视剧常设角色类最佳年轻男演员（6岁－10岁） | 基弗·奥莱利                                                               | 獲獎 | [ 14 ] |
| 2017年 | 利奥奖                       | 剧情类电视剧最佳导演                        | 戴维·格兹                                                                 | 提名 | [ 15 ] |
| 2017年 | 利奥奖                       | 剧情类电视剧最佳视觉特效                    | 阿尔缅·凯沃基安 梅根·孔迪托 里克·拉米瑞兹 安德拉里克·塔尼安 詹姆斯·罗利克 | 提名 | [ 15 ] |
| 2017年 | 利奥奖                       | 剧情类电视剧最佳音效                        | 克里斯蒂安·贝利                                                           | 獲獎 | [ 15 ] |
| 2017年 | 青少年票選獎                 | 電視票選獎：動作類女演員                    | 凱蒂·洛茨                                                                 | 提名 |        |
| 2018   | 土星獎                       | Best Superhero Adaptation Television Series | Legends of Tomorrow                                                       | 提名 | [ 16 ] |
| 2018   | 2018年青少年選擇獎           | Choice TV Actress: Action                   | Caity Lotz                                                                | 提名 | [ 17 ] |
| 2019   | 2019年青少年選擇獎           | Choice TV Show: Action                      | Legends of Tomorrow                                                       | 提名 | [ 18 ] |
| 2019   | 2019年青少年選擇獎           | Choice TV Actor: Action                     | Brandon Routh                                                             | 提名 | [ 18 ] |
| 2019   | 第45屆土星獎                 | Best Superhero Television Series            | Legends of Tomorrow                                                       | 提名 | [ 19 ] |
| 2021   | Critics' Choice Super Awards | Best Superhero Series                       | Legends of Tomorrow                                                       | 提名 | [ 20 ] |